# Александер-Арнольд, Трент
Трент Джон Алекса́ндер-А́рнольд (англ. Trent John Alexander-Arnold; род. 7 октября 1998, Ливерпуль, Северо-Западная Англия) — английский футболист,  правый защитник испанского клуба «Реал Мадрид» и национальной сборной Англии. Участник двух чемпионатов мира (2018 и 2022) и чемпионата Европы 2024.
Родился и вырос в Ливерпуле. В 2004 году поступил в академию местного клуба «Ливерпуль», впоследствии став капитаном в различных молодёжных командах этого клуба. В 2016 году дебютировал в составе главной команды, и с тех пор сыграл более 200 матчей. В сезонах 2016/17 года и 2017/18 года был признан лучшим молодым игроком года в составе мерсисайдской команды. В возрасте 20 лет был номинирован на звание «Молодой игрок года по версии ПФА», а также попал в символическую команду года по версии ПФА. Стал самым молодым игроком, который принял участие в двух финалах Лиги чемпионов, в 2019 году в составе «Ливерпуля» выиграл данный трофей. В дальнейшем продолжил получать различные индивидуальные награды и попадать в символические сборные. В сезоне 2019/20 года помог «Ливерпулю» одержать победу в Премьер-лиге.
Александер-Арнольд представлял Англию на различных молодёжных уровнях, в составе основной команды дебютировал в 2018 году. Принял участие в чемпионате мира 2018 года и Лиге наций 2018/19, где сборная Англии заняла третье место.

## Ранние годы
Трент Джон Александер-Арнольд родился в английском городе Ливерпуль, учился в католической начальной школе. В шестилетнем возрасте попал в летний футбольный лагерь для школьников. Там он был замечен скаутом академии местного клуба «Ливерпуль», который впоследствии связался с матерью Трента и предложил записать сына в академию команды. В её составе Александер-Арнольд тренировался два-три раза в неделю, впоследствии стал капитаном команды до 16 и до 18 лет. В возрасте 14 лет покинул католическую школу и поступил в среднюю школу Рейнхилл, которая была связана с «Ливерпулем». В академии переквалифицировался из полузащитника в правого защитника. В преддверии сезона 2015/16 главный тренер Брендан Роджерс включил Александера-Арнольда в состав первой команды на заключительный матч предсезонного турнира против «Суиндон Таун», где и произошёл его неофициальный дебют.

## Клубная карьера

### «Ливерпуль»

#### 2016—2019
Впервые в официальном матче Трент появился 25 октября 2016 года, это произошло в четвёртом раунде Кубка Английской лиги против «Тоттенхэм Хотспур». В первом тайме защитник получил жёлтую карточку, во втором же тайме он был заменён на Натаниэля Клайна. Несмотря на полученную карточку, его выступление высоко оценил Стивен Джеррард, а также Трент был включён в символическую «команду раунда».

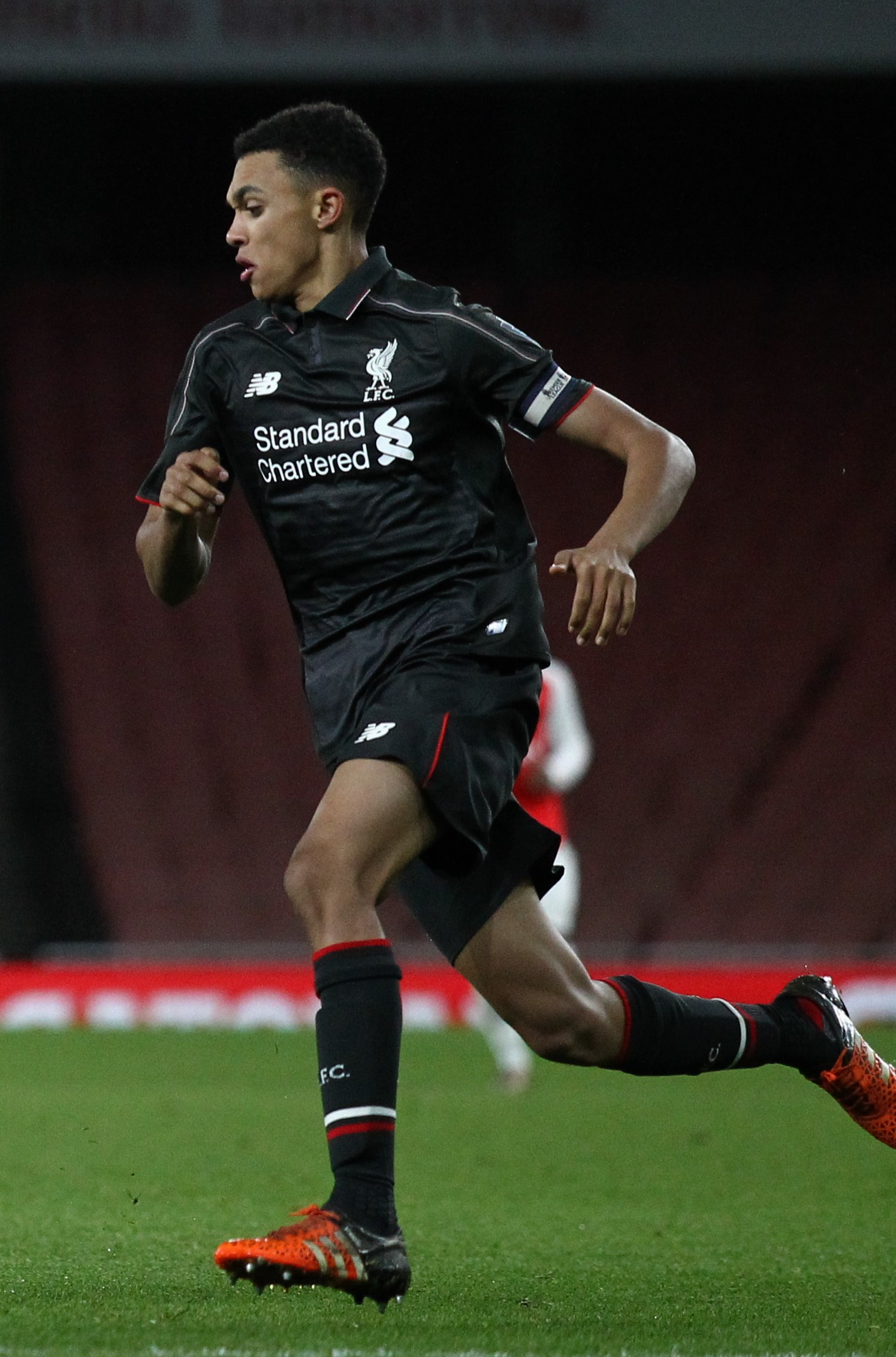
Александер-Арнольд в матче между молодёжными командами, 2016 год

В ноябре Александер-Арнольд подписал с клубом новый долгосрочный контракт, в конце этого месяца провёл ещё один матч Кубка лиги против «Лидс Юнайтед». В нём защитник отличился голевой передачей на Дивока Ориги и был назван «игроком матча» по версии Sky Sports. 14 декабря Трент дебютировал в Премьер-лиге, выйдя на замену в концовке матча против «Мидлсбро». 15 января 2017 года впервые вышел в стартовом составе своей команды в матче против «Манчестер Юнайтед». Проведя в целом 12 матчей за команду, по итогам сезона был назван лучшим молодым игроком года в «Ливерпуле», а также номинирован на звание «игрока сезона» в Премьер-лиге 2. Накануне сезона 2017/18 основной правый защитник Клайн получил серьёзную травму спины, которая дала Тренту возможность проводить больше времени в играх команды. 15 августа 2017 года забил свой первый гол за клуб, это произошло в первом матче раунда плей-офф Лиги чемпионов против «Хоффенхайма», Трент реализовал штрафной удар, чем помог своей команде одержать победу со счётом 2:1. Англичанину удалось отличиться забитым мячом в своей первой игре Лиги чемпионов за «Ливерпуль». Во время группового этапа данного турнира Александер-Арнольд забил ещё один мяч, на этот раз он стал одним из семи мячей, забитых в ворота «Марибора». Свой первый гол в Премьер-лиге Трент забил в День подарков, чем помог своей команде одержать победу над «Суонси Сити» со счётом 5:0.

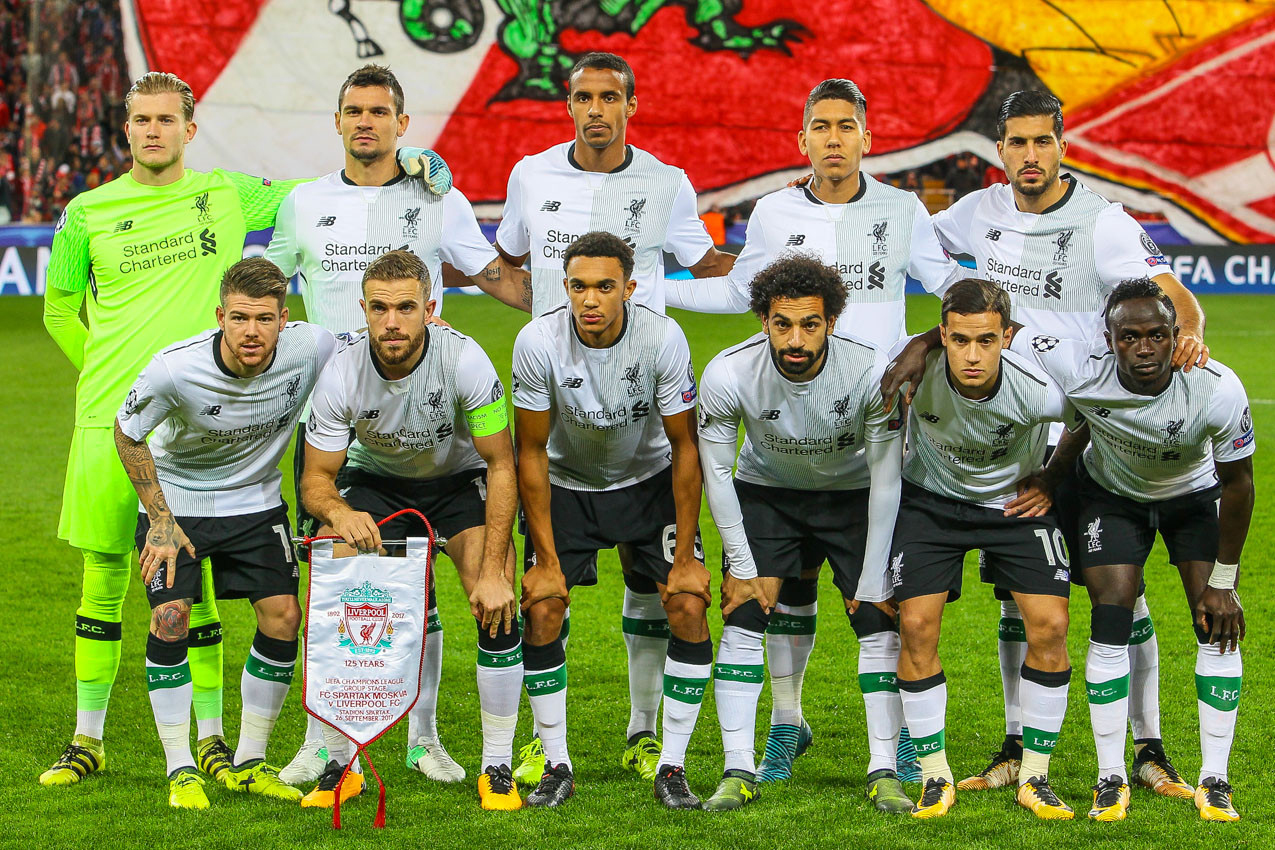
Трент (левее центра) на командном фото перед матчем Лиги чемпионов с московским «Спартаком», 2017 год

В апреле он стал самым молодым английским игроком, который вышел в стартовом составе в 1/4 финала Лиги чемпионов, матч против «Манчестер Сити» закончился со счётом 3:0. Он получил звание «игрока матча» и положительные оценки от СМИ за высокий уровень индивидуальных действий, направленных на сдержание вингера «Сити» Лероя Зане. В мае за свои выступления Трент во второй раз подряд был назван лучшим молодым игроком сезона в «Ливерпуле». Впоследствии в том же месяце англичанин принял участие в финале Лиги чемпионов, соперником английской команды стал «Реал Мадрид». «Красные» проиграли со счётом 1:3. По окончании сезона, в котором Трент провёл 33 матча во всех соревнованиях и отличился в них тремя голами, был номинирован на награду Golden Boy, однако её выиграл защитник «Аякса» Маттейс де Лигт.
В начале следующего сезона Трент провёл свой 50-й матч за «Ливерпуль», в котором была одержана победа над «Тоттенхэмом» со счётом 2:1. В октябре Александер-Арнольд стал одним из десяти игроков, номинированных на первый трофей «Копа», присуждаемый журналом France Football лучшему игроку в возрасте до 21 года. Англичанин занял шестое место в голосовании. В последующие месяцы признавался самым дорогим крайним защитником мира по версии CIES. 27 февраля 2019 года Трент стал самым молодым игроком, который отдал три голевые передачи в одном матче Премьер-лиги, чем помог своей команде одержать победу над «Уотфордом» со счётом 5:0. Менее чем через два месяца достиг отметки в 50 сыгранных матчей в Премьер-лиге, в стартовом составе начав матч против «Саутгемптона». В апреле Трент был номинирован на звание лучшего молодого игрока года по версии ПФА, однако им стал Рахим Стерлинг из «Манчестер Сити». Позднее англичанин попал в «команду года» по версии ПФА.

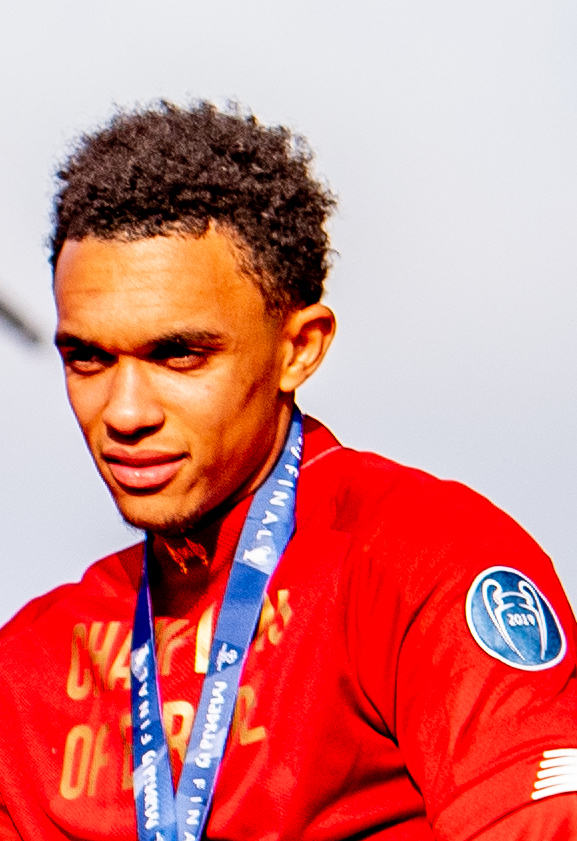
Александер-Арнольд во время празднования победы в Лиге чемпионов, 2019 год

В мае, отдав две голевые передачи в матче против «Ньюкасл Юнайтед», Александер-Арнольд повторил рекорд Премьер-лиги, который составлял 11 передач. Помимо этого, Александр-Арнольд и левый защитник команды Эндрю Робертсон стали первой парой крайних защитников, которые отдали двузначное количество голевых передач в одном сезоне. В ответном матче Лиги чемпионов против «Барселоны» английский защитник отдал ещё две голевые передачи, одна из них была подана с углового, который позволил Дивоку Ориги забить победный мяч практически без сопротивления и выйти во второй подряд финал Лиги чемпионов. В последний игровой день Прьемер-лиги Трент отдал голевую передачу в матче против «Вулверхэмптон Уондерерс» на Садио Мане и тем самым побил рекорд лиги по количеству передач, отданных защитником. В финале Лиги чемпионов вышел в стартовом составе, «красные» смогли обыграть «Тоттенхэм Хотспур» со счётом 2:0 и выиграть трофей. Трент стал самым молодым игроком, который вышел в стартовом составе в двух подряд финалах данного турнира, сделав это впервые с 1995 года, когда это удалось совершить Кристиану Пануччи. Позже англичанин вошёл в символическую команду из лучших игроков турнира, а также был номинирован на звание лучшего защитника сезона по версии УЕФА.

#### 2019—2020

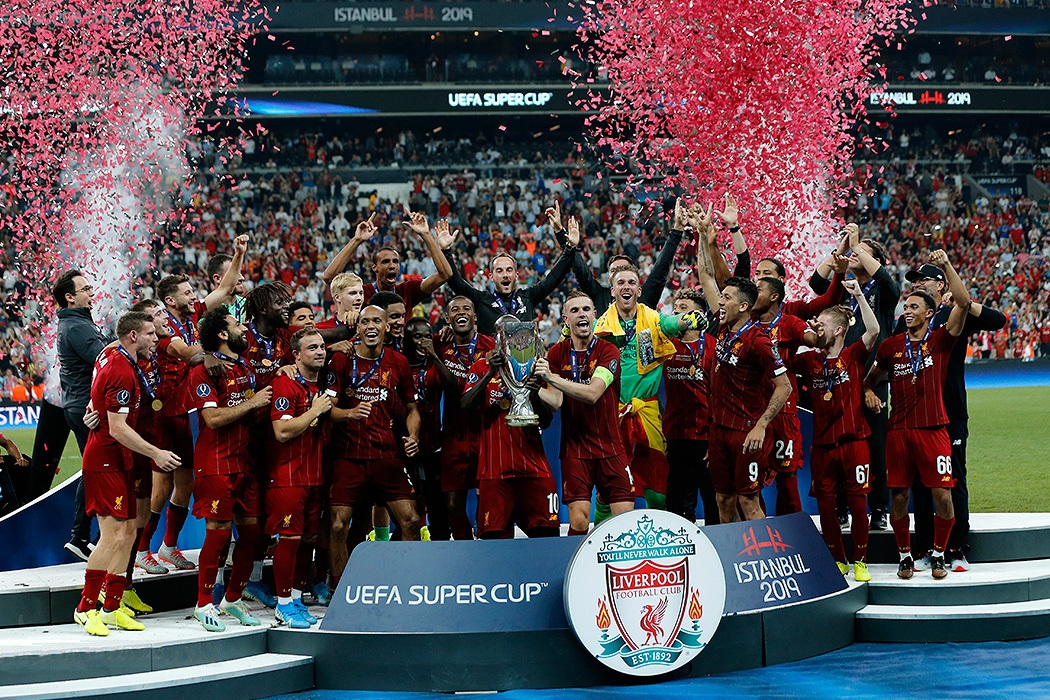
Трент (справа) на праздновании победы в Суперкубке УЕФА

В сезоне 2019/20 Трент стал первым игроком «Ливерпуля», который отдал голевую передачу в пяти матчах подряд. В матче за Суперкубок УЕФА против «Челси» Александер-Арнольд реализовал свой удар в серии пенальти. Свой первый гол в сезоне англичанин забил также в матче против «Челси». Впоследствии забитый мяч был номинирован на звание лучшего гола месяца в Премьер-лиге. В следующем месяце англичанин был номинирован на награду «Золотой мяч». 2 ноября, в возрасте 21 года и 26 дней, провёл свой 100-й матч за «Ливерпуль». Через месяц занял 19-е место в списке номинантов на «Золотой мяч», заняв наиболее высокую позицию среди всех крайних защитников. Сыграл все 120 минут в финальном матче Клубного чемпионата мира, по итогу которого «Ливерпуль» впервые выиграл данный трофей, обыграв бразильский «Фламенго» со счётом 1:0.
В матче против «Лестер Сити» Александер-Арнольд поучаствовал во всех четырёх голах своей команды: один мяч он забил сам, отдал две голевые передачи, а также заработал пенальти, который был реализован Джеймсом Милнером. Впоследствии Трент был признан лучшим игроком месяца в Премьер-лиге. Затем вошёл в символическую «команду года» УЕФА по версии фанатов. В матче против «Вулверхэмптона» Трент помог своей команде продлить беспроигрышную серию в чемпионате до 40 матчей, отдав голевую передачу на капитана команды Джордана Хендерсона. Он стал первым защитником в истории лиги, который отдал двузначное количество голевых передач в двух сезонах. В конце февраля, после победы в матче с «Вест Хэм Юнайтед», Александер-Арнольд сравнялся со своим результатом голевых передач в предыдущем сезоне, доведя общий их счёт в Премьер-лиге до 25. В конце июня в составе своей команды стал чемпионом Английской Премьер-лиги, это произошло после поражения «Манчестер Сити» в матче с «Челси», из-за чего «Ливерпуль» был досрочно признан победителем чемпионата. После этого Александер-Арнольд побил свой же рекорд по количеству голевых передач от защитника в одном розыгрыше Премьер-лиги, доведя их количество до 13.

### «Реал Мадрид»
30 мая 2025 года было объявлено о переходе Трента в испанский «Реал Мадрид». 11 июня прошла презентация игрока, на которой он получил 12-й номер (будучи игроком «Ливерпуля», Трент выступал под 66-м номером, однако правила чемпионата Испании запрещают носить футболистам номера выше 25-го). Выйдя на сцену и подойдя к микрофону, Александер-Арнольд начал речь на испанском языке, что стало неожиданностью для руководства «Реала». Дебют защитника состоялся в матче 1 тура группового этапа клубного чемпионата мира против «Аль-Хиляля». Трент провёл 65 минут на поле и голевыми действиями не отметился. 

## Карьера в сборной

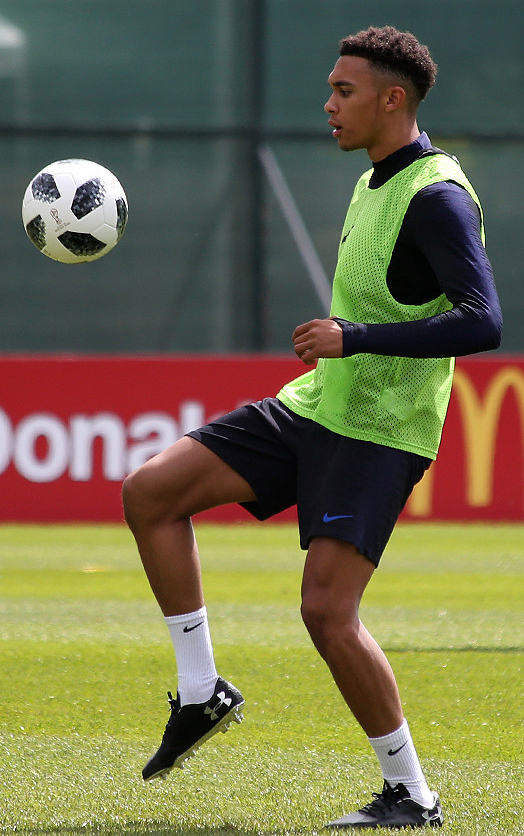
Александер-Арнольд на тренировке в составе сборной Англии

### Молодёжные сборные
Представлял Англию на различных молодёжных уровнях, в составе сборной до 17 лет принял участие на чемпионате мира среди юношеских команд в Чили. В составе сборной до 19 лет прошёл квалификацию на чемпионат Европы среди юношей до 19 лет в 2017 году. Не участвовал в самом турнире, поскольку «Ливерпуль» принял решение не отпускать своего игрока в расположение сборной. Через месяц после этого Трент впервые получил вызов в сборную Англии до 21 года для участия в отборочных матчах чемпионата Европы среди молодёжных команд в 2019 году. Впоследствии Александер-Арнольд был вызван на игры главной английской сборной.

### Основная сборная
В марте 2018 года Трент был впервые приглашён на тренировку основной национальной команды в преддверии товарищеских матчей против Италии и Нидерландов. В мае 2018 года главный тренер сборной Гарет Саутгейт внёс его в состав команды на чемпионат мира 2018 года. 7 июня 2018 года защитник дебютировал в составе основной сборной, это произошло в товарищеском матче против сборной Коста-Рики. 28 июня Александер-Арнольд впервые вышел в составе сборной на самом турнире, матч группового этапа против Бельгии завершился поражением со счётом 0:1. Однако этот матч стал единственным в его активе на данном турнире, так как тренер сборной предпочитал использовать Кирана Триппьера на позиции правого защитника. Англия заняла четвёртое место на турнире.
15 ноября 2018 года, во время товарищеского матча, проведённого в качестве прощальной игры Уэйна Руни, Александер-Арнольд забил свой первый гол за основную сборную, чем помог своей команде обыграть сборную США. На тот момент защитнику было 20 лет и 39 дней, в результате чего он стал самым молодым игроком «Ливерпуля» с 1999 года, который забил за национальную команду. В июне 2019 года принял участие в Лиге наций УЕФА, английская сборная заняла третье место на турнире.

## Стиль игры
Александер-Арнольд известен как один из лучших атакующих крайних защитников в современном футболе. В первые годы своей карьеры он стал одним из самых креативных игроков Премьер-лиги. Обладает глубоким пониманием игры, в связи с чем создаёт множество моментов для своих партнёров по команде. Считается образцом современного крайнего защитника, а также одним из важнейших игроков «Ливерпуля», так как отвечает и за атакующие, и за оборонительные действия своей команды.

## Личная жизнь
Александер-Арнольд — племянник бывшего футболиста «Рединга», «Миллуолла» и «Нортгемптон Таун» Джона Александера. Его бабушка по материнской линии, Дорин Карлинг, встречалась с бывшим менеджером «Манчестер Юнайтед» Алексом Фергюсоном, прежде чем переехать в Нью-Йорк, где она позже вышла замуж. Из-за этого Александер-Арнольд имел право выступать за сборную США, однако предпочёл играть за сборную Англии. У него есть два брата: старший — Тайлер, младший — Марсель. С детства увлекается шахматами, в 2018 году он сыграл в эту игру против чемпиона мира Магнуса Карлсена. Впоследствии Трент рассказал, что шахматы помогли ему в футбольной карьере, научив просчитывать действия противника на два-три шага вперёд. С подросткового возраста Трент занимается благотворительностью. В марте 2019 года он инициировал планы по использованию средств для инвестиций в экономику Ливерпуля, в частности, на строительство новых футбольных полей.

## Достижения

### Командные
«Ливерпуль»
- Чемпион Англии (2): 2019/20, 2024/25[71]
- Победитель Лиги чемпионов УЕФА: 2018/19[101]
- Обладатель Кубка Англии: 2021/22
- Обладатель Суперкубка Англии: 2022
- Обладатель Суперкубка УЕФА: 2019[102]
- Обладатель Кубка Футбольной лиги (2): 2021/22, 2023/24
- Победитель Клубного чемпионата мира: 2019[65]

Сборная Англии
- Бронзовый призёр Лиги наций УЕФА: 2018/19[103]
- Серебряный призёр чемпионата Европы: 2024

### Личные
- Лучший молодой игрок «Ливерпуля» в сезоне (2): 2016/17,[25] 2017/18[35]
- Входит в состав команды года по версии ПФА: 2018/19[104]
- Входит в состав символической сборной Лиги чемпионов УЕФА (2): 2018/19, 2021/22[56]
- Входит в состав команды года по версии МФФИИС: 2019[105]
- Игрок месяца английской Премьер-лиги: декабрь 2019[67]
- Входит в состав команды года по версии УЕФА: 2019[68]
- Входит в символическую сборную года по версии European Sports Media (2): 2019/20, 2021/22
- Молодой игрок года по версии ПФА: 2019/20[106]
- Член сборной FIFPro: 2020

### Рекорды
- Наибольшее количество отданных защитником голевых передач в одном сезоне Премьер-лиги: 13[72]

## Статистика

### Клубная
| Клуб             | Сезон            | Лига | Лига | Кубок | Кубок | Кубок лиги | Кубок лиги | Еврокубки | Еврокубки | Прочие | Прочие | Всего | Всего |
| Клуб             | Сезон            | Игры | Голы | Игры  | Голы  | Игры       | Голы       | Игры      | Голы      | Игры   | Голы   | Игры  | Голы  |
| ---------------- | ---------------- | ---- | ---- | ----- | ----- | ---------- | ---------- | --------- | --------- | ------ | ------ | ----- | ----- |
| Ливерпуль        | 2016/17          | 7    | 0    | 2     | 0     | 3          | 0          | 0         | 0         | 0      | 0      | 12    | 0     |
| Ливерпуль        | 2017/18          | 19   | 1    | 2     | 0     | 0          | 0          | 12        | 2         | 0      | 0      | 33    | 3     |
| Ливерпуль        | 2018/19          | 29   | 1    | 0     | 0     | 0          | 0          | 11        | 0         | 0      | 0      | 40    | 1     |
| Ливерпуль        | 2019/20          | 38   | 4    | 0     | 0     | 0          | 0          | 8         | 0         | 3      | 0      | 49    | 4     |
| Ливерпуль        | 2020/21          | 36   | 2    | 1     | 0     | 0          | 0          | 8         | 0         | 0      | 0      | 45    | 2     |
| Ливерпуль        | 2021/22          | 32   | 2    | 3     | 0     | 3          | 0          | 9         | 0         | 0      | 0      | 47    | 2     |
| Ливерпуль        | 2022/23          | 37   | 2    | 2     | 0     | 0          | 0          | 7         | 1         | 1      | 1      | 47    | 4     |
| Ливерпуль        | 2023/24          | 28   | 3    | 2     | 0     | 2          | 0          | 5         | 0         | 0      | 0      | 37    | 3     |
| Ливерпуль        | 2024/25          | 33   | 3    | 1     | 1     | 2          | 0          | 8         | 0         | 0      | 0      | 44    | 4     |
| Всего за карьеру | Всего за карьеру | 259  | 18   | 13    | 1     | 10         | 0          | 68        | 3         | 4      | 1      | 354   | 23    |

1. ↑  Суперкубок Англии, Клубный чемпионат мира.

### В сборной
| Сборная | Год   | Отборочные матчи ЧМ | Отборочные матчи ЧМ | Финальные матчи ЧМ | Финальные матчи ЧМ | Отборочные матчи ЧЕ | Отборочные матчи ЧЕ | Финальные матчи ЧЕ | Финальные матчи ЧЕ | Лига наций УЕФА | Лига наций УЕФА | Товарищеские матчи | Товарищеские матчи | Итого | Итого |
| Сборная | Год   | Игры                | Голы                | Игры               | Голы               | Игры                | Голы                | Игры               | Голы               | Игры            | Голы            | Игры               | Голы               | Игры  | Голы  |
| ------- | ----- | ------------------- | ------------------- | ------------------ | ------------------ | ------------------- | ------------------- | ------------------ | ------------------ | --------------- | --------------- | ------------------ | ------------------ | ----- | ----- |
| Англия  | 2018  | —                   | —                   | 1                  | 0                  | —                   | —                   | —                  | —                  | 1               | 0               | 3                  | 1                  | 5     | 1     |
| Англия  | 2019  | —                   | —                   | —                  | —                  | 3                   | 0                   | —                  | —                  | —               | —               | —                  | —                  | 4     | 0     |
| Англия  | 2020  | —                   | —                   | —                  | —                  | —                   | —                   | —                  | —                  | 3               | 0               | —                  | —                  | 3     | 0     |
| Итого   | Итого | 0                   | 0                   | 1                  | 0                  | 3                   | 0                   | 0                  | 0                  | 4               | 0               | 3                  | 1                  | 12    | 1     |

### Список матчей за сборную
| Матчи Трента Александера-Арнольда за сборную Англии | Матчи Трента Александера-Арнольда за сборную Англии | Матчи Трента Александера-Арнольда за сборную Англии | Матчи Трента Александера-Арнольда за сборную Англии | Матчи Трента Александера-Арнольда за сборную Англии | Матчи Трента Александера-Арнольда за сборную Англии | Матчи Трента Александера-Арнольда за сборную Англии |
| №                                                   | Дата                                                | Оппонент                                            | Счёт                                                | Голы                                                | Соревнование                                        |                                                     |
| --------------------------------------------------- | --------------------------------------------------- | --------------------------------------------------- | --------------------------------------------------- | --------------------------------------------------- | --------------------------------------------------- | --------------------------------------------------- |
| 1                                                   | 7 июня 2018                                         | Коста-Рика                                          | 2:0                                                 | —                                                   | Товарищеский матч                                   |                                                     |
| 2                                                   | 28 июня 2018                                        | Бельгия                                             | 0:1                                                 | —                                                   | ЧМ-2018. Групповой этап                             |                                                     |
| 3                                                   | 11 сентября 2018                                    | Швейцария                                           | 1:0                                                 | —                                                   | Товарищеский матч                                   |                                                     |
| 4                                                   | 15 октября 2018                                     | Испания                                             | 3:2                                                 | —                                                   | Лига наций (А)                                      |                                                     |
| 5                                                   | 15 ноября 2018                                      | США                                                 | 3:0                                                 | 27′                                                 | Товарищеский матч                                   |                                                     |
| 6                                                   | 9 июня 2019                                         | Швейцария                                           | 0:0 (п. 6:5)                                        | —                                                   | Лига наций 2018/19                                  |                                                     |
| 7                                                   | 10 сентября 2019                                    | Косово                                              | 5:3                                                 | —                                                   | Отборочные матчи ЧЕ-2020                            |                                                     |
| 8                                                   | 14 ноября 2019                                      | Черногория                                          | 7:0                                                 | —                                                   | Отборочные матчи ЧЕ-2020                            |                                                     |
| 9                                                   | 17 ноября 2019                                      | Косово                                              | 4:0                                                 | —                                                   | Отборочные матчи ЧЕ-2020                            |                                                     |

Итого: 9 матчей / 1 гол; 8 побед, 1 поражение.